# Balanococcus summus
Balanococcus summus är en insektsart som beskrevs av Ireneo L. Lit 1992. Balanococcus summus ingår i släktet Balanococcus och familjen ullsköldlöss.
Artens utbredningsområde är Filippinerna. Inga underarter finns listade i Catalogue of Life.